# Lopholejeunea vojtkoana
Lopholejeunea vojtkoana är en bladmossart som beskrevs av Gyarmati. Lopholejeunea vojtkoana ingår i släktet Lopholejeunea och familjen Lejeuneaceae. Inga underarter finns listade i Catalogue of Life.